# 斯圖亞特·布羅德
斯圖亞特·克里斯多福·約翰·布羅德，CBE（英語：Stuart Christopher John Broad，1986年6月24日—）是英國板球運動員。他出生在英格蘭諾丁漢，父親克里斯·布羅德也是板球選手。

## 外部連結
- 斯圖亞特·布羅德 at ESPNcricinfo
- Stuart Broad's profile page on Wisden
- 斯圖亞特·布羅德 at CricketArchive
- Cricket Online Profile
- Nottinghamshire County Cricket Club Profile （页面存档备份，存于）